# ناحیه دوورای، شهرستان موری، مینه سوتا
ناحیه دوورای (به انگلیسی: Dovray Township) یک منطقهٔ مسکونی در ایالات متحده آمریکا است که در شهرستان مورای، مینه‌سوتا واقع شده‌است.
 ناحیه دوورای ۹۲٫۴ کیلومتر مربع مساحت و ۶۷ نفر جمعیت دارد و ۴۳۶ متر بالاتر از سطح دریا واقع شده‌است.